# Carola Regnier
Carola Regnier  (2 de abril de 1943 - 29 de noviembre de 2011) fue una actriz, bailarina y artista de cabaret de nacionalidad alemana.

## Biografía
Su nombre completo era Esther Carola Regnier, y nació en Pähl, Alemania. Carola Regnier era la hija mayor de los actores Pamela Wedekind y Charles Regnier, y hermana del autor Anatol Regnier. 
Tras formarse como bailarina, Regnier cursó estudios en la Escuela de Actuación Bochum. A lo largo de su carrera puso trabajar con directores como Peter Zadek, Werner Schroeter, Robert van Ackeren, Luc Bondy, Eytan Fox, Adolf Winkelmann, Heinz Emigholz, Horst Königstein y Helmut Dietl, entre otros muchos. En Viena fue entre 2007 y 2009 Alma Mahler en la obra teatral de Joshua Sobol Alma, bajo la dirección de Paulus Manker.
Carola Regnier vivió en Múnich, París y Berlín, ciudad en la que falleció en el año 2011, a los 68 años de edad.

## Filmografía (selección)
- 1965 : Rosemarie (TV), dirección de Wolfgang Schleif
- 1965 : Situation Hopeless… But Not Serious, dirección de Gottfried Reinhardt
- 1966 : Die zwei Herren aus Verona (TV), dirección de Harald Benesch
- 1967 : Die Frau des Fotografen oder Die große Liebe (TV), dirección de Thomas Engel
- 1968 : Über den Gehorsam. Szenen aus Deutschland, wo die Unterwerfung des eigenen Willens unter einen fremden als Tugend gilt (TV), dirección de Egon Monk
- 1971 : Theatergarderobe (serie TV), episodios Die zerbrochenen Krüge y Das Naturereignis, dirección de Paul May
- 1972 : Im bayerischen Stil (TV), dirección de Hellmut Matiasek
- 1973 : Vier Fenster zum Garten (TV), dirección de Harald Leipnitz y Heribert Wenk
- 1974 : Behindert (TV), dirección de Stephen Dwoskin
- 1975 : Mordkommission (serie TV), episodio Kapriolen der Gesellschaft, dirección de Wolfgang Schleif
- 1979 : Fabian, dirección de Wolf Gremm
- 1981 : Die Berührte, dirección de Helma Sanders-Brahms
- 1981 : Tag der Idioten, dirección de Werner Schroeter
- 1982 : Normalsatz, dirección de Heinz Emigholz
- 1983 : Die flambierte Frau, dirección de Robert van Ackeren
- 1984 : Verführung: Die grausame Frau, dirección de Elfi Mikesch
- 1984 : Die Basis des Make-up, dirección de Heinz Emigholz
- 1984 : Treffpunkt im Unendlichen (TV), dirección de Horst Königstein
- 1984 : Ein Mann wie Eva, dirección de Radu Gabrea
- 1986 : Hôtel du Paradis, dirección de Jana Bokova
- 1986 : Kir Royal (serie TV), episodio Karriere, Muttertag, dirección de Helmut Dietl
- 1988 : Further and Particular, dirección de Stephen Dwoskin
- 1988 : Er – Sie – Es, dirección de Sven Severin
- 1988 : Europa und der zweite Apfel (TV), dirección de Hans Neuenfels
- 1989 : Jenseits von Blau, dirección de Christoph Eichhorn
- 1989 : Der zynische Körper, dirección de Heinz Emigholz
- 1990 : Ivanov (TV), dirección de Arnaud Sélignac
- 1990 : Die Kinder (serie TV), episodios The Gathering Storm y Catastrophe Theory, dirección de Rob Walker
- 1990 : Der Mitwisser (TV), dirección de Ulrike Neulinger
- 1993 : Nordkurve , dirección de Adolf Winkelmann
- 1993 : Maries Lied – Ich war, ich weiß nicht wo, dirección de Niko von Glasow
- 1993 : Schlusschor (TV), dirección de Luc Bondy
- 1994 : Hagedorns Tochter (serie TV), dirección de Marijan David Vajda
- 1994 : Die Kommissarin (serie TV), episodio Der zehnte Mord, dirección de Erwin Keusch
- 1995 : Der Mann auf der Bettkante (TV), dirección de Christoph Eichhorn
- 1995 : Die Dreigroschenoper (TV), dirección de Hans Hollmann
- 1995 : Man(n) sucht Frau (TV), dirección de Vivian Naefe
- 1996 : Schuldig auf Verdacht (TV), dirección de Petra Haffter
- 1996 : Tatort (serie TV), episodio Aida, dirección de Klaus Emmerich
- 1996 : Rossini , dirección de Helmut Dietl
- 1996 : Liebe, Hass und Leidenschaft (TV), dirección de Marie Bardischewski
- 1996 : Ein Fall für zwei (serie TV), episodio Tödliches Erbe, dirección de Bodo Fürneisen
- 1997 : Die Rättin (TV), dirección de Martin Buchhorn
- 1998 : Beresina, dirección de Daniel Schmid
- 1998 : Der Laden (miniserie TV), dirección de Jo Baier
- 1998 : Latin Lover (TV), dirección de Oskar Roehler
- 1998 : Kleine Semmeln, dirección de Paul Harather
- 1998 : Der letzte Zeuge (serie TV), episodio Schlag auf Schlag, dirección de Bernhard Stephan
- 1999 : Waschen Schneiden Legen, dirección de Adolf Winkelmann
- 1999 : Drei Chinesen mit dem Kontrabass, dirección de Klaus Krämer
- 1999 : Jahrestage (miniserie TV), dirección de Margarethe von Trotta
- 2000 : Die Manns (miniserie TV), dirección de Heinrich Breloer
- 2002 : Kunst ist nur außerhalb der Menschengesellschaft (corto), dirección de Vlado Kristl
- 2002 : Die schöne Braut in schwarz (TV), dirección de Carlo Rola
- 2002 : Kälter als der Tod (TV), dirección de Uli Möller
- 2003 : Caminar sobre las aguas, dirección de Eytan Fox
- 2003 : Rosenstraße, dirección de Margarethe von Trotta
- 2003 : Weihnachtsmann über Bord! (TV), dirección de Thomas Berger
- 2003 : Raumpatrouille Orion – Rücksturz ins Kino, dirección de Michael Braun y Theo Metzger
- 2004 : Weltkongress der Obdachlosen (corto), dirección de Vlado Kristl
- 2004 : Bienvenue en Suisse, dirección de Lea Fazer
- 2004 : Die fremde Frau (TV), dirección de Mathias Glasner
- 2004 : Der Fischer und seine Frau, dirección de Doris Dörrie
- 2004 : Tatort (serie TV), episodio Eine Leiche zu viel, dirección de Kaspar Heidelbach
- 2004 : Das Zimmermädchen und der Millionär (TV), dirección de Andreas Senn
- 2004 : Hexenküsse (TV), dirección de Johannes Fabrick
- 2005 : Reise nach Tulum, dirección de Eduardo Villanueva
- 2005 : Schiller (TV), dirección de Martin Weinhart
- 2005 : Reine Formsache, dirección de Ralph Hüttner
- 2005 : Donna Leon (serie TV), episodio Endstation Venedig, dirección de Sigi Rothemund
- 2005 : Tote leben länger (TV), dirección de Manfred Stelzer
- 2005 : Mörder in Weiß – Der Tod lauert im OP (TV), dirección de Uli Möller
- 2006 : Unser Reigen (TV), dirección de Horst Königstein
- 2006 : Oblivion , dirección de Stephen Dwoskin
- 2006 : Beutolomäus kommt zum Weihnachtsmann (serie TV), episodios Die Tasse der Geschenke, Die Waisenkinder, Der bärenstarke Handel, Das Hochzeitskleid y Die dunklen Augen
- 2007 : Beutolomäus und die Prinzessin (serie TV), episodio Überfall im Wald
- 2007 : Beutolomäus und der doppelte Weihnachtsmann (serie TV)
- 2008 : Kleine Lüge für die Liebe (TV), dirección de Dennis Satin
- 2009 : The Magic Desk (corto), dirección de Lior Shamriz
- 2011 : Reise nach Tulum, dirección de Eduardo Villanueva
- 2011 : Der Landarzt (serie TV), episodio Auf die Freundschaft, dirección de Peter Altmann

## Teatro (selección)
- 1977 : Hedda Gabler (Henrik Ibsen), dirección de Peter Zadek, Schauspielhaus Bochum
- 1982 : Heute Abend wird aus dem Stegreif gespielt (Luigi Pirandello), dirección de Werner Schroeter, Schauspiel Frankfurt
- 1984 : Das weite Land (Arthur Schnitzler), dirección de Luc Bondy, Théâtre Nanterre-Amandiers
- 1986 : Otelo (William Shakespeare) , dirección de Hans Peter Cloos, Théâtre Bobigny de París
- 1988 : Die Wende (Jörg Graser), dirección de Max Färberböck, Deutsches Schauspielhaus de Hamburgo
- 1988 : Victor oder Die Kinder an der Macht (Roger Vitrac), dirección de Klaus Emmerich, Freie Volksbühne Berlin
- 1998 : Ivanov (Antón Chéjov), dirección de Pierre Romans, Théâtre Nanterre-Amandiers
- 1990 : Phoenix, dirección de Klaus-Michael Grüber, Schaubühne am Lehniner Platz
- 1991 : Les Caprices de Marianne (Alfred de Musset), dirección de Werner Schroeter, Teatro Thalia de Hamburgo
- 1992 : Schlusschor (Botho Strauß), dirección de Luc Bondy, Schaubühne am Lehniner Platz
- 1992 : Fieber (Wallace Shawn), Hans-Otto-Theater de Potsdam
- 1996 : Ricardo III (Shakespeare), dirección de Peter Löscher, Teatro de Basilea
- 1999 : Nachspiel (Anne Meara), dirección de Oliver Karbus, Gostner Hoftheater de Núremberg
- 2000 : Mr. Peter's Connection, dirección de Horst Königstein, Hamburger Kammerspiele
- 2000 : Die Unsterblichen (Ingrid Lausund), dirección de Ingrid Lausund, Deutsches Schauspielhaus, Hamburgo
- 2001 : Die Überspanntheit (Spregelburd/Bosch), dirección de Gabriella Bußacker, Deutsches Schauspielhaus de Hamburgo
- 2005 : Wir später, dirección de Leonie von Watzdorf, Sophiensäle Berlin
- 2006 : Muerte de un viajante (Arthur Miller), dirección de Luk Perceval, Schaubühne am Lehniner Platz
- 2008 : Penthesilea (Heinrich von Kleist), dirección de Luk Perceval, Schaubühne am Lehniner Platz